# Rudy Tomjanovich
Rudolph Tomjanovich Sr. (* 24. November 1948 in Hamtramck, Michigan) ist ein ehemaliger US-amerikanischer Basketballspieler und -trainer kroatischer Abstammung. Er wurde 2020 als Coach in die Naismith Memorial Basketball Hall of Fame aufgenommen.

## Karriere

### Spieler
Von 1970 bis 1981 spielte Tomjanovich in der nordamerikanischen Profiliga NBA für die Houston Rockets (bis 1971 San Diego Rockets). Er galt während seiner aktiven Zeit als Basketballspieler als sehr talentiert und erhielt fünf All-Star-Nominierungen. Er beendete seine Karriere nach 11 Saisons für die Rockets und erzielte dabei in 768 NBA-Spielen 17,4 Punkte, 8,1 Rebounds und 2,0 Assists pro Spiel. Er ist heute nach Hakeem Olajuwon und Calvin Murphy der drittbeste Punktesammler der Rockets-Historie. Zu seinen Ehren zogen die Rockets seine Trikotnummer 45 zurück und vergeben diese seitdem nicht mehr an andere Spieler.

### Trainer
Nach seiner Karriere war Tomjanovich zunächst von 1983 bis 1992 Assistenztrainer der Rockets. Ab 1992 wurde er als Cheftrainer der Rockets engagiert und führte das Team 1994 und 1995 zu den ersten NBA-Meisterschaften der Vereinsgeschichte. Zwischen 1998 und 2000 trainierte Tomjanovich zudem die US-amerikanische Nationalmannschaft und führte diese bei der Basketball-Weltmeisterschaft 1998 zu Bronze und bei den Olympischen Spielen 2000 zur Goldmedaille.
2003 trat er aus gesundheitlichen Gründen von seinem Trainerposten bei den Rockets zurück. Kurzzeitig übernahm er in der Saison 2004/05 den Cheftrainerposten bei den Los Angeles Lakers, beendete seine Karriere aber nach der Hälfte der Saison endgültig.

## „The Punch“
Ein Zwischenfall am 9. Dezember 1977 bremste seine steile Karriere als Spieler. An dem Tag spielten die Los Angeles Lakers gegen die Houston Rockets. Nach einem harten Foul gerieten Kareem Abdul-Jabbar von den Lakers und ein Teamkollege Tomjanovichs aneinander. Kermit Washington wollte, wie zu jener Zeit von Seiten der Lakers ausgegeben, Jabbar schützen, während Tomjanovich schlichten wollte. Washington wollte sich schützen, da er in seiner Jugend, in einer rauen Gegend von Washington D.C., traumatische Erlebnisse mit Angriffen von hinten erfahren musste, und reagierte auf den heranstürmenden Tomjanovich mit einem Faustschlag. Dieser brach Tomjanovich den Kiefer und sein Nasenbein. Er fiel zu Boden und zog sich dabei einen Schädelbruch zu.
Tomjanovich erholte sich vollständig, erreichte jedoch nie wieder die Form, wie er sie unmittelbar vor dem Zwischenfall innehatte. Washington wurde für 60 Tage suspendiert und musste eine Geldstrafe von 10.000 Dollar zahlen und hatte weitere Gehaltseinbußen von über 50.000 Dollar. Washingtons Karriere kam nach diesem Vorfall zum Stehen, er kam zwei Wochen darauf im Rahmen eines Spielertausches nach Boston. Er wurde von vielen Seiten angefeindet und konnte nie seine Ziele im politischen Bereich verwirklichen. Washington sagte, dass er am liebsten in eine Zeitmaschine steigen würde, um die Geschehnisse rückgängig zu machen. Tomjanovich ließ 2008 verlauten, dass er ihm verziehen habe.